# 베르니케 영역
베르니케 영역(Wernicke's area)은 뇌의 좌반구에 위치하는 특정부위로 청각피질과 시각피질로부터 전달된 언어정보의 해석을 담당한다. 말과 글을 이해하는 기능을 하는 언어중추의 한 부분이다. 
독일의 신경정신과의사인 칼 베르니케(Carl Wernicke)가 1874년에 자신의 연구결과를 발표함으로 베르니케 영역이 존재한다는 사실이 알려지게 되었다. 그는 자신의 저서 《실어증의 복합증상: 해부학적 기초를 통한 심리학적 연구》를 통해서, 베르니케 영역이 손상되었을 때에는 브로카 실어증과 다른 형태의 언어장애가 발생한다는 사실을 알렸다. 학계에서는 이 부분을 발견자의 이름을 빌려서 베르니케 영역이라 부르고 있다.

## 개요

### 언어중추
언어 중추에서 브로카 영역은 출력을 담당하고 베르니케 영역은 입력을 담당한다.

### 위치와 기능
브로드만 영역 22번에 위치한 것으로 알려져있다. 브로드만 영역 22번은 주 대뇌 반구의 상측두회(STG)에 위치하는데, 오른손잡이의 95%와 왼손잡이의 70%가 좌반구에 이 영역을 가진다.
청각정보와 시각정보를 분석하고 이해하는 기능을 담당한다. 일반적으로 소음을 들을 때는 일차청각영역이 활성화되지만, 단어와 같은 의미를 가진 소리를 들으면 뇌 좌측에 위치한 베르니케 영역에서 더 많은 활성을 보인다.
칼 베르니케는 이 부위가 단어에 의미를 부여하는 기능을 한다고 주장하였다.

### 성장과 발달
베르니케와 브로카 영역은 서로 연결되어 있다. 베르니케 영역은 유인원의 뇌에는 없으나 사람의 뇌에만 존재하는 궁상 얼기(arcuate fasciculus)라는 축색 다발을 통하여 브로카 영역과 직접 연결된다고 보고되었다. 또한 최근의 연구에 의하면 베르니케 영역은 궁상 얼기를 통하여 브로카 영역뿐만 아니라 운동전/운동 영역에 있는 "후방 수용 영역" 와 연결되는 것으로 알려져 있다.
일반적으로 베르니케 영역의 뇌 발달은 6세 전후에 시작되어 13세에서 15세경에 완료되며, 브로카 영역은 3세에서 시작하여 6세 무렵에 발달이 완료된다. 이 두 영역의 연결은 6~7세 사이에 진행되는 것으로 알려져 있다. 이 두 영역간의 상호작용을 통해 언어의 의미를 이해하고, 생각을 언어로 표현하는 과정이 자연스럽게 일어난다.

## 베르니케 실어증
언어장애의 한 유형으로, 대뇌 피질의 좌반구 측두엽에 위치한 베르니케 영역이 손상될 때 발생한다. 수용성 실어증, 유창성 실어증, 감각성 실어증으로도 불린다. 베르니케 영역이 손상되면 브로카 실어증 환자들과는 달리 문법적으로 틀리지 않는 유창한 말을 늘어놓지만 그 의미를 알 수 없는 말을 하고, 타인의 말을 알아듣지 못하며, 글로 표현된 언어 역시 의미를 이해하지 못하는 증상이 나타난다. 말을 하기 위해 떠올린 단어의 정확한 의미를 이해하지 못하여 과한 표현을 서슴치 않는 양상까지 나타나기도 하는데, 정작 자신은 자신이 하는 말이 무슨 의미인지 알지 못하며, 틀리거나 뜻이 통하지 않는 말을 하고 있다는 것 자체를 지각하지 못한다.

## 같이 보기
- 브로카 영역
- 실어증